# جواز سفر هونغ كونغ
يتم إصدار جواز سفر لمنطقة هونغ كونغ إلى المقيمين الدائمين في هونغ كونغ من مواطني جمهورية الصين الشعبية.

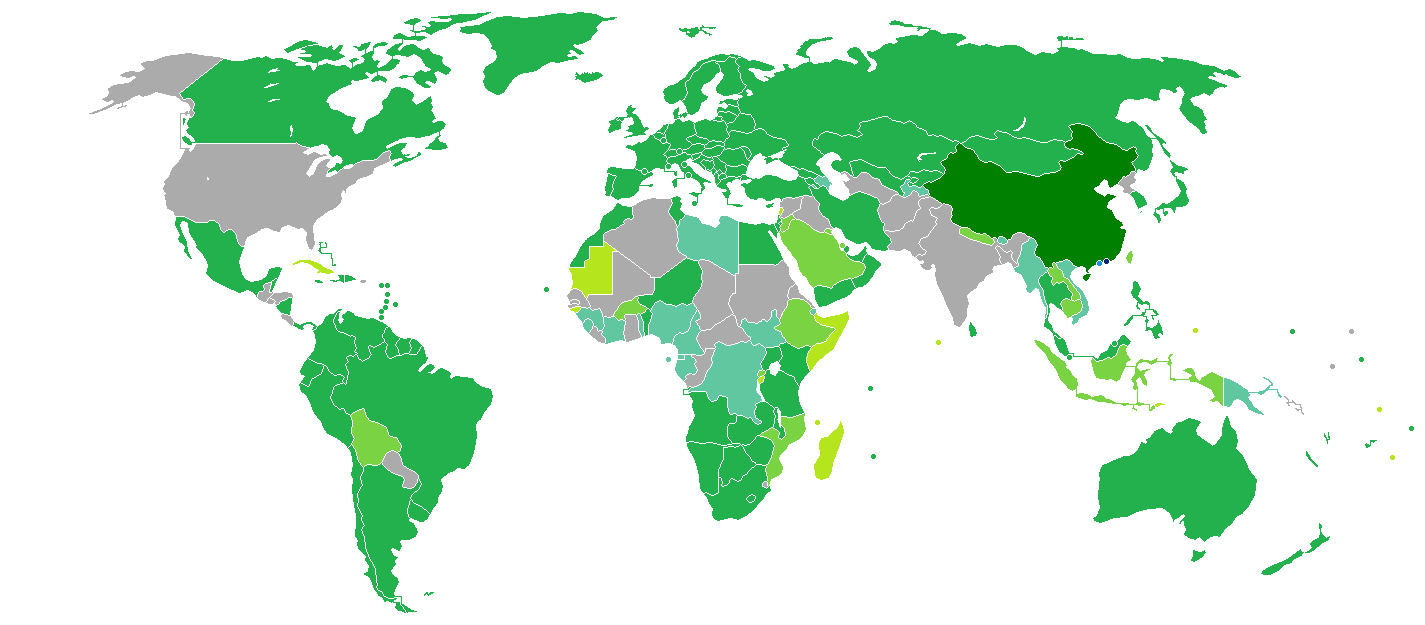
البلدان والأقاليم التي لا تفرض تأشيرة أو تطلب تأشيرة دخول عند الوصول للجهة، لحاملي جواز هونغ كونغ.